# Махмутович, Айдин
Айдин Махмутович (босн. Aidin Mahmutović; родился 6 апреля 1986 года, Добой, СФРЮ) — боснийский футболист, нападающий.

## Карьера

### Клубная
Айдин Махмутович начал свою профессиональную карьеру в клубе «Челик» из Зеницы, где играл в 2005—2007 годах. Затем, как и его соотечественник Эдин Джеко, он перешёл в чешский клуб «Теплице», где играл в 2007—2014 годах и забил 58 мячей в 160 матчах, став одним из лидеров команды. В составе «Теплице» Махмутович стал игроком месяца Гамбринус Лиги за август 2013 года. В начале своей карьеры за Теплице Айдин выступал на правах аренды за «Усти-над-Лабем».
К концу 2014 года Махмутович твёрдо закрепил за собой репутацию одного из лучших нападающих чешского чемпионата и получил предложения от чемпиона сезона 2013/14 и самого популярного и титулованного клуба Чехии пражской «Спарты» и вице-чемпиона того же сезона пльзеньской «Виктории». Несмотря на то, что предложение «Спарты» было гораздо более комфортным, игрок выбрал пльзеньский клуб. Своё решение он обосновал лучшей атмосферой в команде.
Махмутович дебютировал за «Викторию» 21 февраля 2015 года в матче с «Динамо» из Ческе-Будеёвице (6:0), отметившись голом и голевой передачей.
В январе 2016 года на правах аренды до конца сезона перебрался в «Сигму».

### В сборной
Выступал за молодёжную сборную Боснии и Герцеговины с 2004 по 2008 год, в составе которой провёл 5 матчей, однако ни разу не смог отличиться.
Начав выступать за один из сильнейших клубов в Чехии «Викторию», Махмутович сразу же привлек внимание нового тренера боснийской сборной Мехмеда Баждаревича, который, после хет-трика Айдина в матче с немецким Нюрнбергом 31 января 2015 года, заявил о намерении вызвать его в национальную сборную Боснии и Герцеговины по футболу.

## Достижения
«Теплице»
- Обладатель Кубка Чехии: 2008/09

«Виктория» Пльзень
- Чемпион Чехии: 2014/15
- Обладатель Суперкубка Чехии: 2015

## Личная жизнь
Айдин Махмутович женат. Любит смотреть испанскую Ла Лигу, играет в теннис, баскетбол. Его любимый фильм — американский триллер «Законопослушный гражданин» 2009 года.